# Informatienummer
Een informatienummer of servicenummer is een telefoonnummer met een apart tarief. Dit kan een gratis nummer zijn, of juist een betaalnummer waarbij de beller naast de gewone belkosten via de telefoonrekening een bedrag betaalt aan de aanbieder van de betreffende dienst. Er zijn in Nederland vier verschillende cijfercombinaties als begin van dergelijke telefoonnummers, voor verschillende categorieën. De Autoriteit Consument en Markt houdt toezicht op de naleving van de regels.
Met de nummergebruiker wordt bedoeld degene aan wie een nummer door een aanbieder van een elektronische communicatiedienst  in gebruik is gegeven, niet te verwarren met degene die het nummer belt.

## Regelgeving
Hoofdstuk 3 van de Regeling van de Minister van Economische Zaken van 10 mei 2004, nr. WJZ 4028595, houdende regels met betrekking tot universele dienstverlening en eindgebruikersbelangen (Regeling universele dienstverlening en eindgebruikersbelangen) (Rude) bevat regels ter bescherming van eindgebruikersbelangen.
De Regeling van de Minister van Economische Zaken van 26 april 2013, nr. WJZ/13069010, houdende wijziging van de Regeling universele dienstverlening en eindgebruikersbelangen in verband met de invoering van maximumtarieven voor 090x-klantenservicenummers en betere tarieftransparantie van 090x-nummers bevat wijzigingen van dit hoofdstuk: wijzigingen voor alle informatienummers die zijn ingegaan op 1 juli 2013 en extra tariefbeperkingen voor telefonische klantenservice die zijn ingegaan op 13 juni 2014.
Verder is er nog het Besluit van 7 mei 2004, houdende regels met betrekking tot interoperabiliteit van openbare elektronische communicatiediensten, toegang tot de Europese telefoonnummeringsruimte en landsgrensoverschrijdende toegang tot niet-geografische nummers (Besluit interoperabiliteit). Het Besluit van 30 mei 2012 tot wijziging van het Besluit interoperabiliteit, het Besluit randapparaten en radioapparaten 2007, het Besluit universele dienstverlening en eindgebruikersbelangen, het Besluit vergoedingen Telecommunicatiewet, het Besluit voorwaardelijke toegang en het Frequentiebesluit, ter implementatie van de herziene telecommunicatierichtlijnen (Besluit implementatie herziene telecommunicatierichtlijnen) heeft onder meer per 1 juli 2013 artikel 5 van het Besluit interoperabiliteit gewijzigd. Ook zijn er de Beleidsregels artikel 5 Besluit Interoperabiliteit, Onafhankelijke Post en Telecommunicatieautoriteit (OPTA) (OPTA is een voorloper van de Autoriteit Consument en Markt). Een telecomaanbieder moet ervoor zorgen dat eindgebruikers gebruik kunnen maken van nummers die beginnen met 0800, 084, 085, 087, 088, 0900, 0906, 0909, 116, 14 of 18 (bij mobiel bellen naar 0800-nummers alleen als de nummergebruiker deze gratis service ook in dat geval aanbiedt) en mogen daarbij uitsluitend een hoger tarief hanteren indien dit noodzakelijk is om de extra kosten te dekken, zoals het informatietarief bij nummers die beginnen met 0900, 0906 en 0909. Indien men een belbundel heeft of een abonnementsvorm waarmee de beller onbeperkt kan bellen mogen alleen de extra kosten erbuiten vallen. Bij mobiel bellen naar 0800-nummers mag de telecomaanbieder alleen normale extra kosten voor mobiel bellen (SIM-only) aan de nummergebruiker extra in rekening brengen.
Bij de tarieven en de melding daarvan worden sinds 1 juli 2013 het verkeerstarief en het informatietarief gescheiden. Dit wordt wel aangeduid als het C+S model, waarbij C staat voor communicatie en S voor service. Het verkeerstarief komt overeen met dat van het bellen naar een gewoon vast nummer (een geografisch nummer, dat begint met een geografisch netnummer), het zg. geografisch tarief. Het informatietarief is niet afhankelijk van de vraag of men belt vanaf een vaste of een mobiele telefoon. Bij een informatietarief van meer dan 15 cent per minuut moet de aanbieder ook een zelfgekozen maximum per gesprek toepassen, met de verplichting dit maximum te melden (zie onder).

## 0800
0800-nummers zijn gratis voor de beller, ook met een mobiele telefoon. De nummergebruiker betaalt een vergoeding aan de telecomaanbieder. Deze kan hoger zijn bij mobiel bellen. Het wordt de nummergebruiker daarom toegestaan het nummer niet bereikbaar te maken met een mobiele telefoon.
Deze nummers worden vooral gebruikt door bedrijven die hun klanten een gratis service willen bieden. Ze worden soms zo veel gebeld dat de personeelskosten voor het beantwoorden te hoog worden.
Daarom hebben veel aanbieders ervoor gekozen het 0800-nummer buiten bedrijf te stellen en te vervangen door een 0900-nummer met een laag tarief.
Een 0800-nummer is meestal alleen te bereiken vanuit het binnenland. Niet in alle landen is een gratis te bellen nummer een 0800-nummer, in Spanje is het bijvoorbeeld een 900-nummer.

## 0900
0900-nummers zijn bedoeld voor serieuze/zakelijke informatie en diensten. Ze mogen niet gebruikt worden voor diensten met een erotisch of amusementskarakter.
Omdat de nummerhouder ook vanuit het buitenland bereikbaar wil zijn, wordt er vaak een geografisch nummer geadverteerd voor bellers in het buitenland. Er staat dan bijvoorbeeld:
0900-8844 (uit het buitenland 0031-343578844)
Dit normale telefoonnummer is echter ook vanuit het binnenland bereikbaar (als 0343-578844) en dan omzeilt men het informatietarief. De beller krijgt dan vaak niet dezelfde dienst aangeboden, omdat men bijvoorbeeld bij de afdeling Buitenland terechtkomt. Omdat een informatietarief bedoeld is om (een deel van) de kosten, gemoeid met het aanbieden van de dienst, te compenseren, accepteren sommige aanbieders een oproep naar het normale nummer dan ook niet wanneer er vanuit Nederland gebeld wordt.

## 0909 en 0906
- 0909-nummers zijn bedoeld voor amusement, spelletjes en prijsvragen. Ze mogen ook voor serieuze diensten worden gebruikt, maar niet voor diensten met een erotisch karakter.
- 0906-nummers zijn bedoeld voor diensten met een erotisch karakter, maar mogen voor alle soorten diensten gebruikt worden.

Aangezien deze nummers bedoeld zijn om inkomsten te genereren, zijn ze nimmer met een normaal telefoonnummer bereikbaar. Om misbruik te voorkomen blokkeren veel werkgevers de reeksen 0906 en 0909, waarbij het serieuze 0900 normaal bereikbaar blijft.

## Tariefvermelding
Bij de betaalnummers is het verplicht bij publicatie het tarief te vermelden.
Vaak staat het tarief er in zeer kleine letters, met cryptische afkortingen (bijvoorbeeld 50 c.p.h.m.- cent per halve minuut) of wordt het heel zacht gefluisterd (bij reclame op de radio).
Sinds 1 juli 2013 moeten bij betaalde servicenummers zowel bij aanprijzing in het openbaar als voorafgaand aan het gesprek het verkeerstarief en het informatietarief apart vermeld worden. In plaats van het verkeerstarief zelf kan worden volstaan met "uw gebruikelijke belkosten". Deze vermelding leidt vaak tot verwarring, want elk 09-nummer heeft een eigen tarief, er zijn geen gebruikelijke belkosten. Bij een informatietarief van meer dan 15 cent per minuut geldt hiervoor een maximum per gesprek, en is er ook de verplichting dit maximum te melden. De officiële toelichting geeft de volgende voorbeeldteksten:
- Geen informatietarief: ‘voor dit informatienummer betaalt u uw gebruikelijke belkosten’
- Informatietarief per minuut (p.m.) ≤ 15 ct: ‘dit informatienummer kost x per minuut, plus uw gebruikelijke belkosten’
- Informatietarief p.m. > 15 ct: ‘dit informatienummer kost x per minuut met een maximum van y per gesprek, plus uw gebruikelijke belkosten’
- Informatietarief per gesprek: ‘dit informatienummer kost x per gesprek, plus uw gebruikelijke belkosten’
- Informatietarief p.m. ≤ 15 ct met starttarief: ‘dit informatienummer kost x per minuut, met een starttik van y, plus uw gebruikelijke belkosten’
- Informatietarief p.m. > 15 ct met starttarief ‘dit informatienummer kost x per minuut, met een starttik van y, met een maximum van z per gesprek, plus uw gebruikelijke belkosten’.

Het extra starttarief komt boven op dat bij de gebruikelijke belkosten.
De wet vereist dat tariefmeldingen duidelijk en ondubbelzinnig zijn. De meldingen ‘lokaal’ en ‘interlokaal’ tarief zijn dit niet en worden dan ook in het algemeen niet meer gebruikt.
Deze meldingsplicht wordt gecontroleerd door de toezichthouder ACM.
Vanaf 13 juni 2014 wordt er voor 090x nummers gebruikt voor klantenservice een maximumtoeslagtarief ingesteld van €1,- per gesprek. Hierdoor komen de maximale kosten voor klantenservice op €1,- per gesprek + "uw gebruikelijke belkosten".

## Maximumtarieven
Sinds 1 januari 2015 is het maximumtarief voor een betaald servicenummer 1 euro per minuut of 140 cent per gesprek. Het Europees Hof van Justitie heeft bepaald dat dit in strijd is met de Richtlijn 2011/83/EU. De minister heeft de Regeling universele dienstverlening en eindgebruikersbelangen (Rude) aangepast zodat het maximumtarief vanaf 1 juni 2017 gratis moet zijn voor bellen naar de klantenservice.

## Nummerlengte
Er zijn in Nederland korte (acht-cijferige) en lange (elf-cijferige) informatienummers.
Een kort nummer bestaat uit een prefix + vier cijfers. Een kort nummer is dus 8-cijferig. Omdat er slechts een beperkt aantal korte nummers beschikbaar is, gelden voor een kort nummer speciale voorwaarden van de OPTA, zoals een minimumaantal gesprekken.
Een lang nummer bestaat uit een prefix + 7 posities. Een lang naamnummer is dus 11-cijferig. Hiervoor gelden geen OPTA-voorwaarden.
Welke nummers beschikbaar zijn als lange of korte nummers is af te leiden uit het nummerplan.
| nummer begint met | lengte | aantal beschikbaar |
| ----------------- | ------ | ------------------ |
| 0900              | kort   | 2700               |
| 0900              | lang   | 7 300 000          |
| 0800              | kort   | 3400               |
| 0800              | lang   | 6 600 000          |

## Standaardisatie
De nummers 0800 en 0900 zijn Europees gestandaardiseerd, in navolging van Noord-Amerika waar al langer gratis 1-800- en betaalde 1-900-nummers in gebruik waren.
In Nederland was het daarvoor nodig de netnummers in delen van het Rivierengebied (beginnend met 08) te veranderen, hoewel er geen nummers waren die met 0800 begonnen.
Ook het internationaal toegangsnummer (09) werd veranderd in 00, niet alleen om ruimte te maken voor informatienummers, maar ook om te voldoen aan een Europese standaard.